# Udlænding
Udlænding i juridisk forstand er en person i et land, som ikke er statsborger i landet.